# 药效团

5-HT_{2C}受体与其激动剂药效团四特征的最佳拟合映射

药效团（pharmacophore）又称药效基团，属于药物化学术语，是在药物分子或生物活性分子中，对于活性起重要作用的结构特征的空间排列形式；简言之，就是起药物作用的原子团。

## 由来
药物分子与受体靶点发生作用时，要与靶点产生几何匹配和能量匹配的活性构象。药物化学家发现，药物分子中的基团对于活性的影响不同，有些基团的变化对药物与靶点之间的相互作用影响很大，有些则影响不大。对于这种差异的研究，人们发现具有相同活性的分子往往具有相同的某些特征。因此，有人提出了药效团的概念，来明确那些对活性有重要贡献的特征。
这一概念早在1909年由Paul Ehrlich提出，当时他提出药效团指具有活性必需特征的原子的分子框架。1977年Peter Gund把药效团的概念进一步明确为“分子中的一组能够识别受体，并能形成分子生物活性的结构特征”。此后的定义表述虽略有变化，但人们对药效团的内涵基本已达成共识，概括地说，指对于活性起重要作用的结构特征的空间排列形式。

## 药效团识别
药效团的识别主要有两种方法，一种是基于受体的结构信息，分析受体与药物分子的作用模式，来推断可能的药效团结构；另一种是在受体结构未知或作用机制尚不明确的情况，对一系列化合物进行药效团研究，通过构象分析、分子叠合等方法，归纳得到对化合物活性起关键作用的一些基团的信息。
基于活性化合物结构的药效团识别过程一般先要对活性化合物进行选择，挑选出适宜构建模型的分子，再用构象分析寻找分子的结合构象，对构象分析的结果进行分子叠合，从叠合结果确定药效团。

## 应用
药效团是对一系列生物活性分子的总结，归纳了对活性起最重作用的结构特征。药效团模型可以通过构象搜索和分子叠合来模拟配体分子的活性构象，可以据此来推断和解释受体与配体分子之间可能的作用模式。药效团模型还可以用来辅助分子的结构改造，对于结构复杂的分子，可以考虑保留药效团结构对其进行简化，这样简化的同时依然能保持生物活性。药效团最直接的用途是用来判断一个分子是否具有某一类的药效特征。近些年，随着化合物数据库和计算机技术的发展，用药效团模型对数据库的进行虚拟筛选得到了广泛的应用，已经成为发现先导化合物的重要手段之一。

## 药效团识别软件
早期的药效团研究往往以人们的经验去判断，随着计算化学和药物设计方法的发展，出现了多种药效团识别软件。目前药效团研究已经发展成为一个系统，构象分析、分子叠合、药效团识别能自动进行，整个过程较少引入人为的干预。这些药物设计软件的使用，大大提高了药效团识别的效率以及精确度。
目前应用较多的药效团识别软件有Sybyl中模块DISCO（distance comparison）和GASP（genetic algoritym similarity program），以及Accelrys公司的Catalyst。这些软件的主要区别在于对柔性构象的处理和药效特征结构的叠合。